# Vittorio Pozzo
Vittorio Giuseppe Luigi Pozzo (* 12. März 1886 in Turin; † 21. Dezember 1968 ebenda) war ein italienischer Fußballspieler und -trainer. Als Cheftrainer der italienischen Nationalmannschaft wurde er 1934 und 1938 Weltmeister.

## Karriere
Vittorio Pozzo kam zum ersten Mal in Kontakt mit dem Fußballspiel während eines Studienaufenthalts in England Anfang des 20. Jahrhunderts und beschloss, den Sport in Italien populärer zu machen, als er es bis dato war. Zunächst spielte er 1905 in der Schweiz bei Grasshopper Zürich und von 1906 bis 1911 bei seinem Lieblingsclub FC Turin, den er anschließend als Trainer bis 1922 betreute. In späteren Jahren als Nationaltrainer stellte er immer wieder Spieler seines Clubs FC Turin in der Nationalelf auf. Er brachte es bei einem Länderspiel auf den Rekord von zehn Spielern des FC Turin in der Anfangsformation. Als Trainer der Olympiaauswahl fuhr er zu den Olympischen Spielen 1912 nach Stockholm zum ersten Mal zu einem größeren Turnier. Nach einer längeren Pause, verursacht durch den Ersten Weltkrieg, trainierte er erst 1924 wieder eine italienische Auswahl bei den Olympischen Sommerspielen 1924 in Paris. Er gewann bei diesem Turnier die Bronzemedaille. Olympiasieger wurde Uruguay, das nach einem weiteren Olympiasieg 1928 die erste neu ins Leben gerufene Fußball-Weltmeisterschaft 1930 ausrichten durfte. Pozzo wurde schließlich 1929 zum festen Nationaltrainer ernannt, trat aber mit seiner Mannschaft die weite Schiffsreise nach Südamerika nicht an.

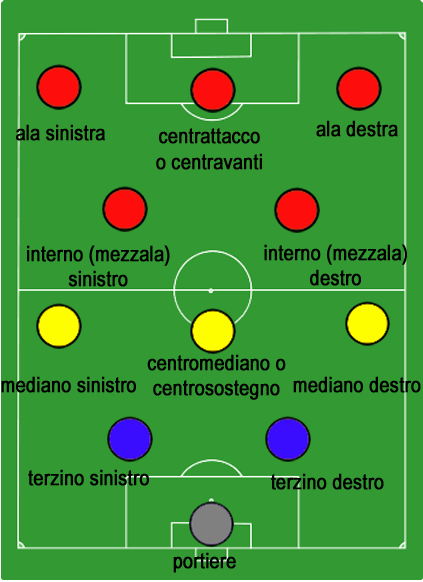
Schema des Metodo

Das faschistische Italien war Gastgeber der zweiten Fußball-Weltmeisterschaft 1934. Unter den Augen von Diktator Benito Mussolini gewann Pozzos Mannschaft unter großen Mühen den Weltmeistertitel im Finale gegen die Tschechoslowakei mit 2:1 nach Verlängerung. Vor allem die tschechoslowakische Torwartlegende František Plánička machte der italienischen Mannschaft zu schaffen. Erst das Tor durch Angelo Schiavio in der 95. Minute brachte die Entscheidung.
Die nächsten vier Jahre arbeitete Vittorio Pozzo an der Vervollkommnung seiner Taktik, die er Metodo nannte. Das bis dahin übliche Spielsystem von zwei Verteidigern, drei Mittelläufern und fünf Angreifern veränderte er zu einer Formation, die mit zwei Halbstürmern statt fünf Angreifern die Defensive verstärkte und dennoch offensiven Fußball zuließ. Dieses System brachte ihm den Olympiasieg bei den Olympischen Sommerspielen 1936 in Berlin und bei der Fußball-Weltmeisterschaft 1938 in Frankreich einen überwältigenden Erfolg, der die Titelverteidigung Italiens nie in Gefahr brachte. Im Finale wurde Ungarn mit 4:2 bezwungen. Die Stars der, im Vergleich zu 1934 fast komplett veränderten, Mannschaft waren Giuseppe Meazza und Silvio Piola.
Der Zweite Weltkrieg beendete die Siegesserie von Vittorio Pozzo. Das nächste WM-Turnier wurde erst 1950 ausgetragen, Pozzo trat bereits 1948 als Nationaltrainer zurück. Pozzo brachte es in 28 Jahren auf 97 Länderspiele, wobei nur 16 Spiele verloren gingen – ein Rekord in Italien, der bis heute Bestand hat. Pozzo wurde nach seiner Trainerkarriere Sportjournalist, sah sich in diesem Beruf jedoch Anfeindungen ausgesetzt, die auf seine Erfolge unter dem faschistischen Regime zurückzuführen waren. Er zog sich daraufhin völlig aus dem öffentlichen Leben in seine Heimatstadt Turin zurück. 1949 war er einer der Augenzeugen beim Flugunfall seiner Mannschaft vom FC Turin, bei dem viele seiner ehemaligen Spieler ums Leben kamen. Pozzo musste sie am Unfallort in Turin identifizieren.
Vittorio Pozzo starb 1968, in dem Jahr also, in dem Italien nach dem Weltmeistertitel von 1938 bei der Fußball-Europameisterschaft erstmals wieder einen großen Titel gewann. Er ist der einzige Trainer mit zwei Weltmeistertiteln. Insgesamt betreute er die Italiener bei neun WM-Spielen und war damit bis 1958 Rekordhalter, dann wurde er von Sepp Herberger abgelöst, der den Rekord auf die doppelte Anzahl ausbaute.

## Erfolge
- Europapokal der Nationalmannschaften: 1927–1930, 1933–1935
- Weltmeister: 1934, 1938
- Olympiasieger: 1936